# Thomas Birkmann
Thomas Birkmann (* 18. Oktober 1955 in Düsseldorf) ist ein deutscher germanistischer und skandinavistischer Mediävist, Linguist und Runologe. Er lehrte u. a. als außerplanmäßiger Professor am skandinavistischen Seminar der Albert-Ludwigs-Universität Freiburg.
Thomas Birkmann, einer von zwei Söhnen von Hannelore Birkmann, geborene Ziebill, und Karl Birkmann (Direktor des Zoologischen Gartens Karlsruhe), studierte von 1974 bis 1976 Mathematik, Chemie und Deutsch auf Lehramt an der Technischen Universität Karlsruhe sowie von 1976 bis 1980 in Freiburg Deutsch und Geographie. 1986 promovierte er in Freiburg bei Otmar Werner mit der Arbeit Präteritopräsentia – morphologische Entwicklungen in den altgermanischen Sprachen in den Fächern skandinavistische Linguistik als Hauptfach und zur älteren deutschen Literatur und Sprachgeschichte sowie in der allgemeinen Sprachwissenschaft im Nebenfach. 1993 erfolgte in Freiburg ebenfalls bei Otmar Werner seine Habilitation mit einer runologischen Arbeit Von Ågedal bis Malt. Die skandinavischen Runeninschriften vom Ende des 5. bis Ende des 9. Jahrhunderts in den Fächern Germanische und Nordgermanische Philologie.
Neben Vertretungsprofessuren und Dozenturen unter anderem in Greifswald und in Posen lehrt Birkmann seit dem Jahr 2000 in der Nachfolge von Damaris Nübling in Freiburg skandinavistische Linguistik. Forschungsschwerpunkt Birkmanns ist die Germanische und Nordgermanische Philologie.

## Veröffentlichungen (Auswahl)
Monographien
- Präteritopräsentia. Morphologische Entwicklungen einer Sonderklasse in den altgermanischen Sprachen. Niemeyer, Tübingen 1986.
- Von Ågedal bis Malt. Die skandinavischen Runeninschriften vom Ende des 5. bis Ende des 9. Jahrhunderts. de Gruyter, Berlin/New York 1995.
- Vergleichende Germanische Philologie und Skandinavistik. Fest- und Gedenkschrift für Otmar Werner zum 65. Geburtstag. Niemeyer, Tübingen 1997. (Mitherausgeber)

Des Weiteren Aufsätze und Beiträge in Fachzeitschriften und Sammelwerken.